# Мичиган
 Тази статия е за щата в САЩ.  За езерото вижте Мичиган (езеро).  
Мичиган (на английски: Michigan, [ˈmɪʃɨɡən]) е щат в региона на Големите езера и Средния Запад в САЩ. Името на щата идва от думата мишигамаа на оджибуе, която означава „голяма вода“ или „голямо езеро“. С население от около 10 милиона Мичиган е десетият щат по население и единадесетият по площ в Съединените щати. Столицата е град Лансинг, а най-големият град е Детройт. Метрополен регион Детройт е измежду най-населените и големи метрополитни икономики в страната.
Мичиган е единственият щат, който се състои от два полуострова. Долният полуостров е във формата на ръкавица. Горният полуостров (често наричан на английски „the U.P.“) е отделен от Долния полуостров от протока Макинак, 8-километров канал, който свързва езерото Хюрън с езерото Мичиган. Макинакският мост свързва двата полуострова. В Мичиган има още 64980 вътрешни езера.

## Градове
- Ан Арбър
- Атлас
- Батъл Крийк
- Бей Сити
- Блумфийлд Хилс
- Гранд Рапидс
- Детройт
- Диърборн
- Диърборн Хайтс
- Западен Блумфийлд
- Клинтън
- Лансинг
- Ливония
- Нортън Шорс
- Понтиак
- Ройъл Оук
- Рочестър Хилс
- Сагино
- Саутфийлд
- Сейнт Джонс
- Сейнт Клер Шорс
- Стърлинг Хайтс
- Трой
- Уайоминг
- Уорън
- Фармингтън Хилс
- Флинт
- Шелби

## Окръзи
Мичиган се състои от 83 окръга:
1. Айония
2. Айрън
3. Алджър
4. Алеган
5. Алкона
6. Алпина
7. Антрим
8. Аренак
9. Барага
10. Бей
11. Бензи
12. Бери
13. Бериън
14. Бранч
15. Ван Бюрън
16. Гладуин
17. Гогибик
18. Гранд Травърс
19. Грашит
20. Делта
21. Джаксън
22. Дженесий
23. Дикинсън
24. Емит
25. Изабела
26. Ийтън
27. Ингам
28. Йоско
29. Каламазу
30. Калкаска
31. Калхун
32. Кас
33. Кент
34. Кийуино
35. Клер
36. Клинтън
37. Кроуфорд
38. Лапийр
39. Лейк
40. Ленъуей
41. Ливингстън
42. Лийлано
43. Лус
44. Макинак
45. Мекомб
46. Манистий
47. Маркет
48. Мейсън
49. Мекоста
50. Мидланд
51. Мисокий
52. Монро
53. Монткалм
54. Монтморънси
55. Меномини
56. Мускегон
57. Нюейго
58. Оджима
59. Онтонагон
60. Оскода
61. Отава
62. Оукланд
63. Оушеана
64. Оцего
65. Оцеола
66. Преск Айл
67. Роскомън
68. Сагино
69. Санилак
70. Сейнт Джоузеф
71. Сейнт Клеър
72. Скулкрафт
73. Тускола
74. Уейн
75. Уексфорд
76. Уоштъно
77. Хилсдейл
78. Хоутън
79. Хюрън
80. Чипъуа
81. Шайъуаси
82. Шарлевоа
83. Шебойган

## География
Съседни щати и провинции: